# Gerrit Arie Lindeboom
Gerrit Arie Lindeboom (Bolnes, 4 januari 1905 - Amsterdam 5 juni 1986), internist en publicist, studeerde geneeskunde aan de Universiteit van Amsterdam, waar hij in 1929 als arts afstudeerde en in 1930 promoveerde.

## Carrière
Na achtereenvolgens aan een aantal verschillende ziekenhuizen verbonden te zijn geweest, was Lindeboom van 1950 tot 1974 een van de eerste hoogleraren aan de toen nieuwe faculteit Geneeskunde van de Vrije Universiteit te Amsterdam, waar hij interne geneeskunde en encyclopedie der medische wetenschappen doceerde. In 1961 publiceerde hij een Inleiding tot de geschiedenis der geneeskunde. Onder de paraplu van de VU bestierde hij tussen 1944 en 1966 de Pieter van Foreestkliniek. Daarnaast heeft hij zich intensief beziggehouden met medisch-ethische vraagstukken.

## Medische ethiek
Al vroeg toonde Lindeboom zich een markante vertegenwoordiger van de protestants-christelijke levensovertuiging. Hij trachtte zijn levensbeschouwing vruchtbaar te maken voor zijn denken over wetenschap in het algemeen en over geneeskunde, het artsenberoep en de medische ethiek in het bijzonder. Hij wees onder meer op het gevaar van een te grote invloed van het biologisch-wetenschappelijk denken in de medische praktijk, waar juist de hele mens centraal moest staan.
Met zijn Opstellen over medisch ethiek (1960) positioneerde hij zich als medisch-ethicus in de gereformeerde traditie, met oog voor veranderende omstandigheden. Zijn traditioneel-christelijke opvattingen brachten hem in de jaren zestig en zeventig van de 20e eeuw in conflict met de zich wijzigende denkbeelden in de samenleving, die zich ook aan de VU deden gelden. Die verschuivingen betreurde hij en hij trachtte daaraan ook het hoofd te bieden door zijn inzet voor de oprichting van enkele zogenoemde 'pro-life'-organisaties, waarvan de Vereniging tot bescherming van het ongeboren kind (VBOK) de bekendste is. In 2010 werd de werkorganisatie van de VBOK ondergebracht in stichting Siriz en ging de VBOK door als ledenvereniging.
Het Prof.dr. G.A. Lindeboom Instituut, een wetenschappelijk studiecentrum in Utrecht, is postuum naar hem genoemd. Het instituut onderhoudt de Lindeboomleerstoel aan de Theologische Universiteit Kampen/Utrecht in Utrecht. 